# Ignace Pleyel
Ignace Joseph Pleyel, född 1757 i Ruppersthal, död 1831 på sitt gods nära Paris, var en österrikisk tonsättare och pianofabrikant i Paris.
Pleyel (ursprungligen Ignaz Pleyel) var 24:e barnet till en fattig byskollärare, som i ett andra gifte fick ytterligare 14 barn. Som ung fick Pleyel en beskyddare i en greve Erdödy och fick musikalisk utbildning av Joseph Haydn, som i honom såg sin mest begåvade lärjunge. Pleyel blev 1783 vice och 1789 ordinarie kapellmästare i Strasbourgs domkyrka, men förlorade befattningen på grund av franska revolutionen.
1792 blev han inbjuden till "Grand Professional Concerts" i London, där han lät uppföra några av sina symfonier med stor framgång. Vid samma tidpunkt vistades och verkade även Joseph Haydn i London.
Han köpte en lantegendom i Strasbourg, men blev misstänkt som "aristokrat" och räddade sitt liv genom att komponera en stor revolutionskantat (med ljudeffekter som kyrkklockor).  
Han flyttade 1795 till Paris och öppnade där en musikhandel, genom vilken han spred sina egna kompositioner, som under två årtionden var mycket framgångsrika på musikmarknaden. Han gav också ut Bibliothèque musicale (1801 och flera följande år), som innehåller ett urval ur tyska, franska och italienska tonsättares verk (bland andra Haydns och Boccherinis stråkkvartetter).
Pleyel startade även (1807) en pianofabrik, som sedermera övertogs och utvidgades av hans son, pianisten Camille Pleyel. Camille Pleyels hustru, Marie Pleyel, var en framstående pianist, elev till Herz, Moscheles och Kalkbrenner. 1848-72 var hon lärare vid konservatoriet i Bryssel.
Då Igor Stravinskij flyttade till Frankrike 1920 startade denne ett samarbete med firman Pleyel. Pleyel tog hand om Stravinskijs mekaniska rättigheter och royalties och gav honom i gengäld ett månatligt arvode och en arbetsplats där han kunde träffa vänner och affärsbekanta.
Efter honom har den svenska släkten Pleijel sitt namn.

## Eftermäle
Asteroiden 11524 Pleyel är uppkallad efter honom.

## Musik
Pleyel skrev lätt, flytande och behagligt, men den känslighet, finhet och klarhet, som utmärkte hans tidigare verk, försvann då hans musik blev allt mer kommersiell och publikfriande.

### Verk i urval
- 41 symfonier
- 6 sinfonia concertantes
- 8 konserter
- 2 operor (La Fée Urgèle och Iphigénie en Aulide)
- 1 requiem
- Ett stort antal lieder
- Kammarmusik
  - 17 kvintetter
  - 70 kvartetter
  - 48 trior
  - 64 duor
- En pianoskola (1797)